# Breakfast Club (Band)
Breakfast Club war eine US-amerikanische Dance-Pop-Band aus New York, der anfänglich auch Madonna angehörte. Ihren größten Erfolg hatte die Gruppe 1987 mit dem Lied Right on Track, einem Top-10-Hit in den USA. Nach 35 Jahren startete die Band ein Comeback mit einer 2022 erschienenen Single namens „Could We Not Stop Dancing?“.

## Geschichte
Die Formation wurde Ende der 1970er Jahre von den Brüdern Ed Gilroy und Dan Gilroy in New York gegründet. Vor ihrer Solo-Karriere war Madonna Schlagzeugerin der Band und sowohl mit Sänger Dan Gilroy als auch mit Schlagzeuger Stephen Bray liiert. Madonna verließ 1979 Breakfast Club und gründete mit Bray und dem Bassisten Gary Burke die Popband Emmy & The Emmys. 1987 erschien Breakfast Clubs erstes und einziges Album, das den Namen der Band trug. Die Singleauskopplung Right on Track erreichte Platz sieben der US-amerikanischen Billboard Hot 100 sowie Position 32 in den deutschen Charts. Ihre letzte Single Drive My Car, eine Coverversion des gleichnamigen Beatles-Songs, erschien 1988. Im selben Jahr löste sich die Band auf.

## Diskografie

### Alben
| Jahr | Titel Musiklabel Katalog-Nr. | Höchstplatzierung, Gesamtwochen, AuszeichnungChartsChartplatzierungen (Jahr, Titel, Musiklabel Katalog-Nr., Platzierungen, Wochen, Auszeichnungen, Anmerkungen) | Anmerkungen                                                                           |
| Jahr | Titel Musiklabel Katalog-Nr. | US | Anmerkungen                                                                           |
| ---- | ---------------------------- | --- | ------------------------------------------------------------------------------------- |
| 1987 | Breakfast Club MCA 5821      | US43 (30 Wo.)US | Erstveröffentlichung: Mai 1987 Produzenten: Howie Rice, Michael Verdick, Stephen Bray |

### Singles
| Jahr | Titel Album                             | Höchstplatzierung, Gesamtwochen, AuszeichnungChartplatzierungen (Jahr, Titel, Album, Platzierungen, Wochen, Auszeichnungen, Anmerkungen) | Höchstplatzierung, Gesamtwochen, AuszeichnungChartplatzierungen (Jahr, Titel, Album, Platzierungen, Wochen, Auszeichnungen, Anmerkungen) | Höchstplatzierung, Gesamtwochen, AuszeichnungChartplatzierungen (Jahr, Titel, Album, Platzierungen, Wochen, Auszeichnungen, Anmerkungen) | Höchstplatzierung, Gesamtwochen, AuszeichnungChartplatzierungen (Jahr, Titel, Album, Platzierungen, Wochen, Auszeichnungen, Anmerkungen) | Höchstplatzierung, Gesamtwochen, AuszeichnungChartplatzierungen (Jahr, Titel, Album, Platzierungen, Wochen, Auszeichnungen, Anmerkungen) | Anmerkungen                                                                                         |
| Jahr | Titel Album                             | DE | UK | US | R&B | Dance | Anmerkungen                                                                                         |
| ---- | --------------------------------------- | --- | --- | --- | --- | --- | --------------------------------------------------------------------------------------------------- |
| 1987 | Right on Track Breakfast Club           | DE32 (10 Wo.)DE | UK54 (5 Wo.)UK | US7 (19 Wo.)US | R&B64 (8 Wo.)R&B | Dance7 (11 Wo.)Dance | Erstveröffentlichung: März 1987 Autoren: Stephen Bray, Dan Gilroy                                   |
| 1987 | Kiss and Tell Breakfast Club            | — | — | US48 (9 Wo.)US | — | — | Erstveröffentlichung: Juni 1987 Autor: Dan Gilroy                                                   |
| 1987 | Never Be the Same Breakfast Club        | — | UK91 (1 Wo.)UK | — | — | Dance8 (11 Wo.)Dance | Erstveröffentlichung: Oktober 1987 Autoren: Stephen Bray, Dan Gilroy                                |
| 1988 | Expressway to Your Heart Breakfast Club | — | — | — | — | Dance30 (4 Wo.)Dance | Erstveröffentlichung: März 1988 Autoren: Kenny Gamble, Leon Huff Original: The Soul Survivors, 1967 |

Weitere Singles
- 1984: Rico Mambo
- 1987: Rico Mambo (Plausibly Deniable Mix) (Remix: Arthur Barrow)
- 1988: Drive My Car
- 2012: Right on Track (Josh Harris Vocal Club Mix) (Promo)